# Maria Dembowska (etnograf)
Maria Dembowska (ur. 23 lipca 1856 w Horodnicy na Wołyniu, zm. 26 lutego 1922 w Zakopanem) – polska etnografka i jedna z pierwszych kolekcjonerek ludowej sztuki podhalańskiej. Była córką prywatnego nauczyciela na dworach wołyńskich Gustawa Sobotkiewicza, także powstańca styczniowego zesłanego na Syberię do Kiereńska w połowie 1863 roku.
Po powrocie z zesłania, Gustaw Sobotkiewicz zamieszkał z córką Marią w Warszawie. Tam bywali często gośćmi w domu Szetkiewiczów, byłych sybiraków. Mieli oni dwie córki: Marię i Jadwigę. Przyjaźń ta okazała się bardzo znacząca, bowiem Maria Szetkiewicz w 1881 została żoną Henryka Sienkiewicza. Natomiast Jadwiga poślubiła Edwarda Janczewskiego-Glinkę. Maria Sobotkiewiczówna w 1880 roku zaręczyła się z Bronisławem Dembowskim, na przełomie 1883 i 1884 roku pobrali się.
W 1885 roku Dembowscy zamieszkali na stałe w Zakopanem. Maria bywała tam już wcześniej, bowiem od 1876 toku zapisana była do Towarzystwa Tatrzańskiego. Wynajęli nieopodal willi Tytusa Chałubińskiego duży drewniany czteroizbowy dom nazywany „Chatą” (obecnie nie istnieje, dawny adres to Zamoyskiego 22). Z czasem stał się on salonem towarzyskim Zakopanego, gdzie bywały najwybitniejsze postaci tamtych czasów. Bywali tam między innymi: Helena Modrzejewska, Stefan Żeromski, Adam Chmielowski, Władysław Matlakowski, Henryk Sienkiewicz, Karol Potkański, Stanisław Witkiewicz (ojciec Witkacego) i Tytus Chałubiński, Leon Wyczółkowski, Jacek Malczewski, Ignacy Jan Paderewski, Kazimierz Przerwa-Tetmajer, Józef Mehoffer, Feliks Jasieński, Józef Piłsudski, Władysław Orkan. Dotychczas badacze biografii Dembowskich ustalili około 120 nazwisk bywalców ich „Chaty” w latach 1886-1922.
Nazywana była „Pierwszą damą Zakopanego” lub „Czarną Marą”. Chodziła ubrana w czarne żałobne stroje, zgodnie z patriotyczną modą pod zaborami i została przedstawiona jako Wieszczka Mara przez Tadeusza Micińskiego w powieści Nietota. Księga tajemna Tatr (1910).
Stałym bywalcem „Chaty” był Jan Krzeptowski „Sabała”, który zabawiał towarzystwo gawędami i grą na gęślach. Maria interesowała się szczególnie etnografią Podhala. Gromadziła z mężem w jednym z pokoi różne przedmioty, tworząc w domu prywatne muzeum z podhalańskimi starociami, które pozyskiwała dzięki zaprzyjaźnionym góralom. 

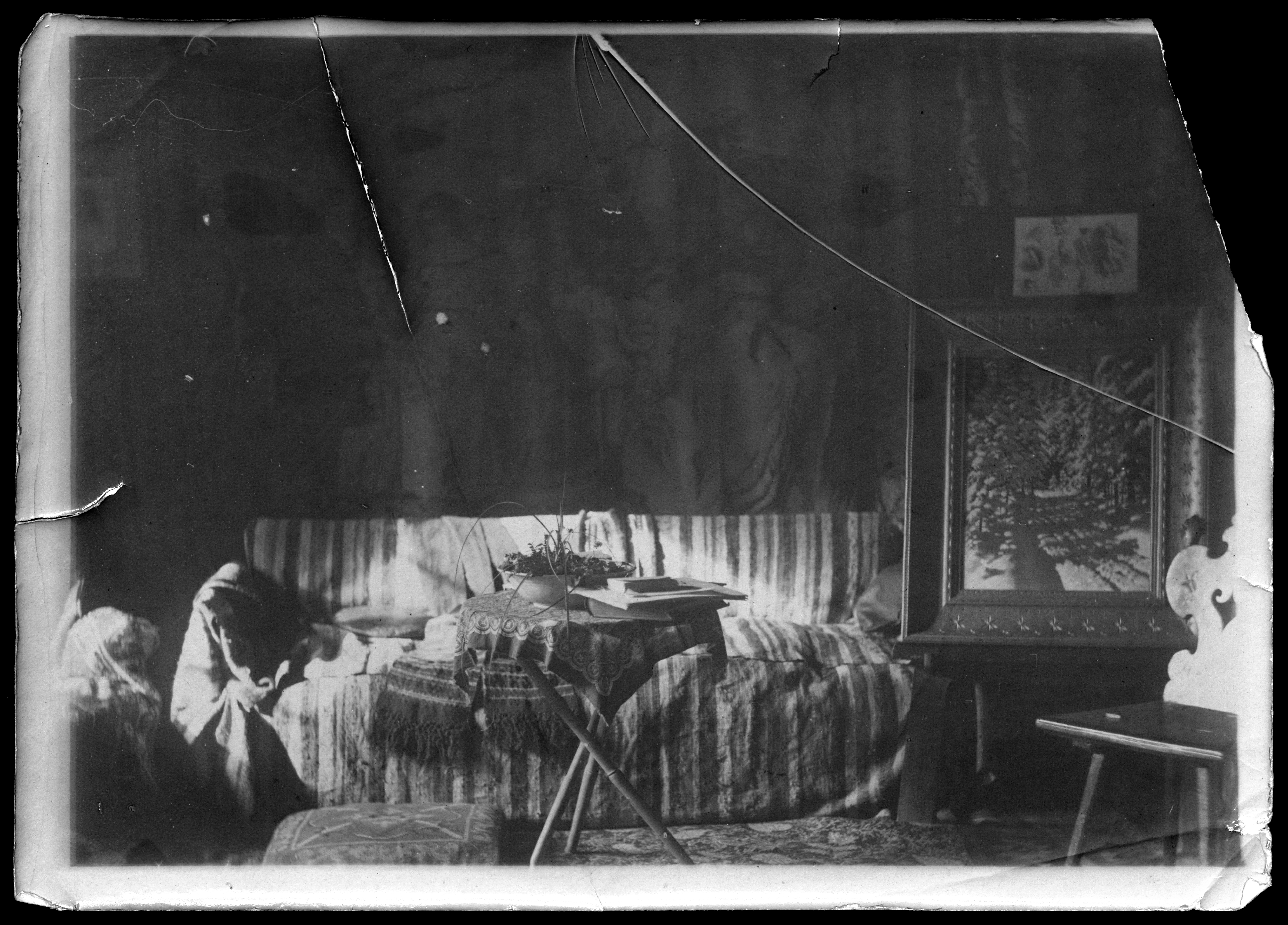
Wnętrze „Chaty” Dembowskich

Po śmierci męża (25 grudnia 1893 r.) została bliską przyjaciółką Stanisława Witkiewicza – towarzyszyła mu w ostatnich latach życia w Lovranie.
Oprócz eksponatów związanych z ludową sztuką Podhala, w kolekcji Dembowskiej znajdywał się zbiór 13 matryc z ludowym drzeworytem płazowskim, 9 z nich rytowana obustronnie, 4 jednostronnie, co daje 22 drzeworyty, pochodzące z Płazowa. Pozyskane były w 1891 i 1899 roku. Po śmierci Marii Dembowskiej w 1922 roku, jej podhalańskie zbiory zostały przekazane do Muzeum Tatrzańskiego. 11 klocków z drzeworytami płazowskimi w spadku dostał spokrewniony z Dembowską Józef Mehoffer, a jeden trafił w ręce przyjaciółki, Wandy Lilpopowej. Wcześniej, w 1921 roku Maria Dembowska przekazała 1 klocek do Muzeum Etnograficznego w Krakowie (obustronnie rytowany z Ostatnią Wieczerzą i św. Jerzym).  Wtedy też córka Henryka Sienkiewicza Jadwiga Korniłowiczowa, a także ówczesny dyrektor Muzeum Tatrzańskiego, Juliusz Zborowski, zabiegali, by Józef Mehoffer i Wanda Lilpop, przekazali drzeworyty do Muzeum Etnograficznego w Krakowie. Udało się to w 1926 roku, dziś można je oglądać tam na wystawie stałej. Jest to obecnie największy i najcenniejszy zbiór matryc polskich ludowych drzeworytów.
Obrazy z domu Dembowskich trafiły do Muzeum Narodowego w Krakowie, były to między innymi dzieła: Stanisława Witkiewicza, Jacka Malczewskiego, Aleksandra Gierymskiego, Józefa Chełmońskiego.
Pochowana została na Starym cmentarzu na Pęksowym Brzyzku; w tej samej mogile spoczywa też jej ojciec – Gustaw Sobotkiewicz (1818?–1894). Obok znajdują się groby Tytusa Chałubińskiego, „Sabały”, Stanisława Witkiewicza, ludzi, którzy ukształtowali historię Zakopanego.